# Aeroportul Internațional Leeds Bradford
Aeroportul Internațional Leeds Bradford (IATA: LBA, ICAO: EGNM) este un aeroport din Yeadon, West Yorkshire, Leeds⁠(d), West Yorkshire, Yorkshire and the Humber, Anglia, Regatul Unit ce deservește zona Leeds. Aeroportul a fost tranzitat în 2022 de 3.287.968 de pasageri. A fost deschis în 1931 și numit după zona deservită.
Situat la o altitudine de 208 m, aeroportul dispune de 1 pistă.

## Infrastructură

### Piste
Aeroportul dispune de o singură pistă. Pista 14/32 are suprafața de beton și dimensiunile 2.250 m × 46 m. 